# János Hám
János Hám (Gyöngyös, 6 gennaio 1781 – Satu Mare, 30 dicembre 1857) è stato un vescovo cattolico ungherese che fu nominato arcivescovo metropolita di Strigonio, ma mai confermato.

## Biografia
Fu ordinato diacono il 4 settembre 1803 e sacerdote il 17 marzo 1804. Il 25 maggio 1827 fu nominato con decreto imperiale di Francesco I vescovo di Satu Mare. La nomina fu confermata da papa Leone XII il 28 gennaio 1828. Fu consacrato il 21 luglio dello stesso anno nella cattedrale di Satu Mare da Giovanni Ladislao Pyrker, O.Cist., arcivescovo metropolita di Eger. Il 31 agosto 1848 fu nominato arcivescovo di Strigonio da Ferdinando I, imperatore d'Austria e re d'Ungheria, ma tale nomina non fu accettata e confermata da papa Pio IX.
Fece costruire un nuovo palazzo episcopale in stile neobarocco. La vecchia residenza fu rinnovata e integrata nel seminario di Satu Mare per accogliere il crescente numero di candidati al sacerdozio. Attuò una campagna per insediamento di donne e monaci, fondando una scuola per ragazze e provvedendo alla formazione degli insegnanti; fondò le Suore della Misericordia di San Vincenzo de' Paoli. Morì a Satu Mare il 30 dicembre 1857 e fu sepolto nella cripta della cattedrale dell'Ascensione.

## Genealogia episcopale
La genealogia episcopale è:
- Cardinale Scipione Rebiba
- Cardinale Giulio Antonio Santori
- Cardinale Girolamo Bernerio, O.P.
- Arcivescovo Galeazzo Sanvitale
- Cardinale Ludovico Ludovisi
- Cardinale Luigi Caetani
- Cardinale Ulderico Carpegna
- Cardinale Paluzzo Paluzzi Altieri degli Albertoni
- Cardinale Flavio Chigi
- Papa Clemente XII
- Cardinale Giovanni Antonio Guadagni, O.C.D.
- Cardinale Cristoforo Migazzi
- Vescovo Michael Léopold Brigido
- Arcivescovo Sigismund Anton von Hohenwart, S.I.
- Patriarca Giovanni Ladislao Pyrker, O.Cist.
- Vescovo János Hám